# Succube
 (février 2020).
Si vous disposez d'ouvrages ou d'articles de référence ou si vous connaissez des sites web de qualité traitant du thème abordé ici, merci de compléter l'article en donnant les références utiles à sa vérifiabilité et en les liant à la section « Notes et références ».
Un succube (le nom est masculin) est un démon judéo-chrétien féminin qui séduit les hommes et abuse d'eux durant leur sommeil et leurs rêves. Les succubes servent Lilith. Leur pendant masculin est l'incube.
Des légendes racontent que le succube prendrait l'apparence d'une femme défunte, faisant croire à sa résurrection pour abuser d'eux. Une autre dit que les succubes punissent les hommes pour leur traîtrise en les séduisant puis en les abandonnant.
Le succube est de nature ambivalente, puisqu'il est à la fois redouté et désiré. « Ce qui fait l'horreur, c'est le désir, et le désir devient monstre. »

## Étymologie
Le terme succube vient du mot latin succuba qui signifie « concubine ». Il ne désigne le démon femelle qu'à partir du XVIe siècle, par rapprochement avec le terme « incube ».
Une autre étymologie le fait dériver du latin classique sub, « sous », et cubare, « coucher » : « qui couche sous » ou « être couché sous ». C'est un mot masculin, parfois employé au féminin.

## Une figure universelle

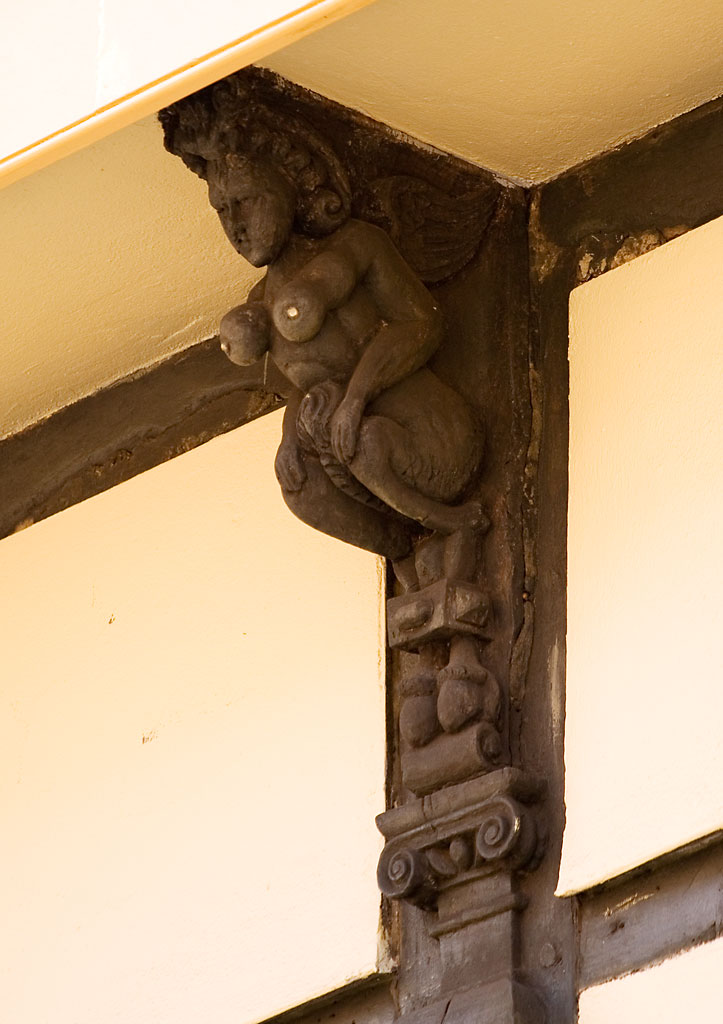
Sculpture de succube sur un encorbellement en bois d'une auberge anglaise, suggérant que le lieu a peut-être servi de lupanar.

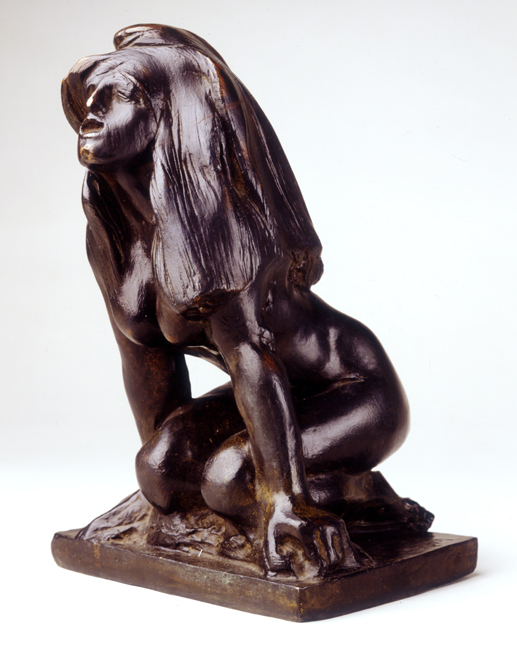
La Succube, sculpture d'Auguste Rodin (musée Soumaya, Mexico).

En Hongrie, « les sorcières de Szeged chevauchent ceux qu'elles aiment ou qu'elles détestent : elles s'assoient sur leur poitrine jusqu'à ce qu'ils ne puissent presque plus respirer, puis elles les transforment en chevaux volants ».
Dans la mythologie antillaise, le succube porte le nom de dorlis, dorlisse ou encore dorliis. Aussi appelé « l'homme au bâton », il serait plutôt un incube.
Dans la littérature arabe ancienne, le succube est connu comme « un démon femelle qui dérange les hommes pendant leur sommeil et les accompagne dans leur lit ». Au Maghreb, on les appelle al Djinns al 'achiq, ce qui signifie « le djinn ou le démon amoureux qui habite le corps d'une personne », ils sont mariés dans le monde des rêves avec la personne possédée. Dans les Aurès, les ajenni s'attaquent aux femmes et la tajennit aux hommes : chaque succube et incube étant attaché à une seule personne, l'ethnologue Germaine Tillion parle de « conjoint invisible ».
En Côte d'Ivoire, il existe une croyance en des femmes de nuit ou maris de nuit, esprits qui prendraient l'apparence de l'être aimé ou désiré pour s'accoupler avec une personne pendant son sommeil. Cela peut aller jusqu'à empêcher la victime d'éprouver le moindre intérêt pour des personnes de chair et d'os. La croyance peut notamment être employée dans un couple pour justifier la perte d'intérêt d'un des conjoints pour l'autre.
Les principaux attributs du succube sont la séduction, le vol et la chevauchée nocturne, son rapport à la mort et à la dévoration (de la chair notamment). Ces thèmes, considérés comme néfastes et démoniaques en règle générale, n'en sont pas moins des formes à caractères initiatiques dans les sociétés traditionnelles.
Ainsi la croyance entourant ce démon semble avoir une racine commune avec des démons ou créatures comme les harpies, les sirènes, la Lilītu mésopotamienne, la goule mésopotamienne et arabe, les lamies, les stryges.
Le vampirisme, dans sa version féminine, présente à certains égards une thématique commune à celle du succube, notamment ceux de la séduction, de la dévoration et de la mort.
Les créatures féminines au caractère bénéfique, comme les dryades et les nymphes peuvent également être rattachées au succube, du fait de l'ambivalence de sa nature, et, comme il sera vu plus bas, du fait de leurs parentés à certaines traditions chamaniques.
Des créatures divines partageant ce statut de « femme fatale », à la fois séduisante, protectrice et dangereuse, se retrouvent dans la mythologie égyptienne, avec la troublante déesse-vache Hathor. En effet, on retrouve dans les deux l'allégorie de la féminité et de la séduction, mais également de la cruauté.

## Sur les traces de la Grande Déesse

### Généralités
La croyance qu'il existe des unions entre des déesses ou des divinités et des hommes n'est pas nouvelle. Pour n'en citer que quelques-unes :
- Dans la mythologie gréco-romaine : Déméter et Iasos, Harmonie et Cadmos, Callirrhoé et Chrysaor, Éos et Tithon, Médée et Jason, Psamathée et Éaque, Aphrodite et Anchise, Circé et Ulysse, Calypso et Ulysse[7].
- Dans l'ouvrage le Monde enchanté de Balthazar Bekker en 1694 où « pendant 130 ans qu'Adam s'abstint du commerce de sa femme, il vint des diablesses vers lui, qui en devinrent grosses, qui accouchèrent de diables, d'esprits, de spectres nocturnes, de fantômes ».
- Dans les traditions chamaniques, où il est souvent question d'une alliance surnaturelle et de rapports sexuels entre la fille de l'esprit de la forêt et le chaman.
- Mais aussi Mélusine, dans l'Islam le mariage des Djinns, en Scandinavie celui des Troldes, en pays celtes celui des fées[8].

L'union sexuelle avec un succube a ceci de spécifique qu'elle est nocturne, pendant la période des rêves (ceci découle très probablement du fait que les hommes ont régulièrement des érections durant les périodes de sommeil paradoxal).

### L'áyami et la fille de l'esprit de la forêt
Mircea Eliade, dans son ouvrage Le Chamanisme, cite le témoignage d'un chaman Gold, qui parle de son áyami, c’est-à-dire de son esprit protecteur :

« Un jour je dormais sur mon lit de souffrances lorsqu'un esprit s'approcha de moi. C'était une femme fort belle (…) Elle me dit « Je suis l'áyami de tes ancêtres, les chamans. Je leur ai appris à chamaniser ; maintenant, je te l'apprendrai à toi (…) Je t'aime. Tu seras mon mari et je serai ta femme. Je te donnerai des esprits qui t'aideront dans l'art de guérir. » (…) Consterné, je voulus lui résister. « Si tu ne veux pas m'obéir, tant pis pour toi. Je te tuerai. » (…) Je couche avec elle comme avec ma propre femme (…) Elle se présente parfois sous l'aspect d'une vieille femme ou d'un loup, aussi ne peut-on la regarder sans frayeur. D'autres fois empruntant la forme d'un tigre ailé, elle m'emporte pour me faire voir diverses régions (…) À l'époque où elle m'instruisait, elle venait toutes les nuits (…) »

Il cite également Sliepzova, concernant les Iakoutes de Sibérie :

« Les Maîtres et les Maîtresses des Abaasy du monde supérieur ou inférieur apparaissent dans les rêves du chaman, mais ils n'entrent pas personnellement en relations sexuelles avec lui : c'est réservé à leurs fils et à leurs filles. »

Roberte Hamayon, dans La chasse à l'âme : esquisse d'une théorie du chamanisme sibérien (1990), dit à peu près la même chose concernant « la fille de l'esprit de la forêt ». Dans le chamanisme des Bouriates de Sibérie, l'esprit de la forêt est représenté par le Grand Cerf. C'est lui qui donne la chance à la chasse, c’est-à-dire que c'est lui qui pourvoit les chasseurs en gibiers. La forêt est en effet Bajan Xangaj, « Riche-Rassasieur » ; elle est généreuse mais aussi impitoyable, témoin de son ambivalence. Or les Chamans ou les chasseurs n'ont qu'exceptionnellement affaire à lui. La plupart du temps ils sont engagés avec sa ou ses filles. Celle-ci est une coureuse de chasseurs. Elle leur apparaît la nuit en rêve ou à la chasse en imagination.

« Elle est toujours très belle et le plus souvent nue, séductrice et exigeante (…) attendant de lui, en échange du gibier, les plaisirs humains : ceux de l'amour, des contes et des chants. »

Pour le chaman, il existe une véritable union maritale avec elle, un mariage surnaturel, conjointement à son union terrestre. Elle peut apporter le gibier pour le chasseur et l'enseignement pour le chaman. Mais elle apporte aussi la folie et la mort pour le chasseur qui se laisse trop envahir par elle, et la mort pour le chaman s'il refuse de s'unir à elle.
Bien que les relations sexuelles avec l'esprit féminin de la sur-nature pendant les rêves soient une constante dans le chamanisme sibérien, l'élément important est celui de l'initiation du chaman par celle-ci. C'est elle qui, esprit protecteur principal, choisissant le chaman, donnera à celui-ci les esprits auxiliaires qui lui obéiront et l'assisteront.

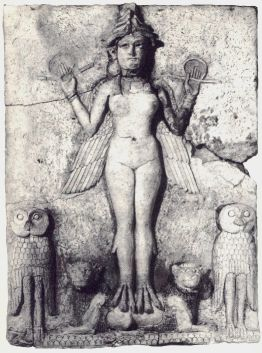
Plaque Burney. Une possible Lilith primitive (contesté).

### Lilith
Jean Markale, dans Mélusine décrit Lilith comme un succube de la plus belle espèce. C'est une vierge inassouvie, une dévoreuse (d'enfants, de sperme). Elle engloutit, rôde la nuit.
Cependant, le qualificatif de succube est rejeté par certains, car elle refuse d’être en position d’infériorité, et vole le sperme qui tombe à terre (les succubes ne recueillent pas le sperme issu de la masturbation).

### Béatrice de Dante
Bien que la notion de sexualité ne soit pas évidente, il existe manifestement, dans la Vita Nuova de Dante, une relation de type succubique, entre Dante et Béatrice. C'est pendant son sommeil que Dante a la vision d'un être effrayant qui lui signifie qu'il est son seigneur, et dans les bras duquel, « il me semblait voir une personne dormir, nue (…) dans un drap de soie vermeil comme sang ». Il s'agit de Béatrice, à qui le seigneur offre à manger le cœur de Dante…[réf. nécessaire]

### Les fées

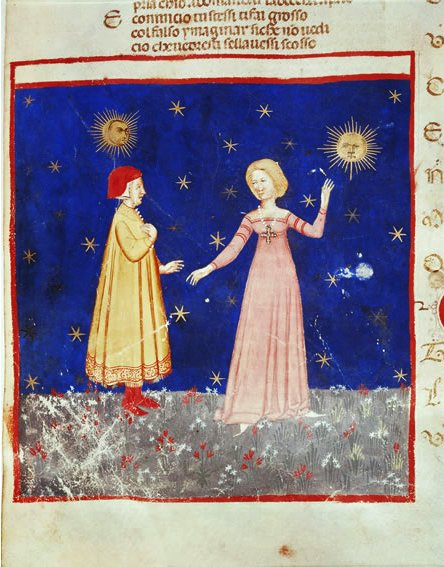
Dante et Béatrice, XIVe siècle.

Les fées ne sont pas étrangères à cette conception du succube. Suivant la définition de Thesaurus[évasif], la fée est un « personnage féminin imaginaire, doté de pouvoirs magiques, et censé influer sur le monde des vivants ».
Contrairement à la croyance qui veut que la fée soit bonne par nature, la fée incarne en fait, comme son homologue chamanique, une nature ambivalente, qui la fait sorcière dans son versant maléfique (dans le sens « Qui apporte la maladie ou la mort »). Il existe bien une Fée Carabosse, ainsi qu'une fée Morgane. Son ambivalence est bien attestée au travers de la Befana.

## Points de vue contemporains

### Julius Evola
Julius Evola, dans Métaphysique du sexe (1959), son chapitre sur les succubes cite la femme surnaturelle des légendes et des mythes héroïques, la femme dispensatrice de vie, de la science, d'une force sacrée, de l'immortalité parfois. Elle est représentée parfois par l'Arbre de vie. Pour Evola :

« Selon la doctrine hindoue de la royauté, le chrisme du pouvoir serait donné à chaque souverain par son mariage avec la Déesse Shri Lakshmî, son épouse en plus de ses femmes humaines, qui assume les traits d'une force surnaturelle animatrice de fortune royale (…) si bien que le roi perdrait le trône s'il était abandonné par elle. »

Et il cite également des exemples analogues dans le cadre du cycle méditerrannéo-oriental, mais aussi concernant le Zohar III,51 a,50 b (« Tous les pouvoirs du Roi sont confiés à la Matrone »). Ceci n'est pas étranger au concept de la prostitution sacrée pour laquelle Evola arbore le fait que les modernes n'ont pas trouvé d'autres mots que « se prostituer ».
Dans l'amour chevaleresque médiéval, Evola pense que « La Dame » est plus une femme de « l'esprit » qu'une femme réelle. Le chevalier s'y consacrait et la servait jusqu'à sa mort. Parfois sa cruauté était acceptée voire exaltée. Cette femme inaccessible est la Béatrice de Dante, celle que les textes hermétiques appelaient « notre Ève occulte », ou celle qui entrainait la mors osculi du kabbalisme médiéval. Cette « destruction » par l'amour est à rapprocher de la dévoration du corps du chamane par les esprits auxiliaires au cours de la maladie-initiation de celui-ci.

### Psychanalyse

#### Ernest Jones
Pour Ernest Jones, l'incube et le succube se manifestent dans les cauchemars et traduisent l'effroi devant des désirs sexuels refoulés, notamment des désirs incestueux. La croyance aux incubes et aux succubes serait une forme de sauvegarde de la conscience, permettant notamment de transférer sur autrui, à savoir un démon, l'origine des désirs sexuels. Ainsi la culpabilité générée par les conflits inconscients serait épargnée au sujet, de même que la peur excessive liée aux jugements.

#### Georges Devereux
Pour Georges Devereux, en parlant plus particulièrement des rapports entre déesses et humains, les amours surnaturels sont liés à des fantasmes d'inceste mère-fils, forme plus rare mais bien plus forte que celui entre père et fille. La déesse est substituée à la mère ce qui rend le fantasme plus tolérable et en permet une meilleure élaboration[réf. nécessaire].
Le drame des amours surnaturels vient du drame de la dégénérescence des Dieux par le biais de ces unions, façon de dire le franchissement des frontières généalogiques liés à l'inceste[réf. nécessaire].
Pour le mortel, les malheurs proviennent de la crainte d'être foudroyé par Zeus (peur de la castration par le père), mais aussi de la crainte de l'impuissance liée au coït avec la déesse. Le mortel n'est pas au bout de ses peines, qu'il soit infidèle à la déesse, ou qu'il refuse ses avances, son sort n'est guère enviable : « les amants (…) mortels s'en trouvent physiquement amoindris, d'une façon qui rappelle la castration » : impotence, sénilité, paralysie, claudication, cécité, etc[réf. nécessaire].
L'amant mortel est en plein complexe d'Œdipe. Pour Devereux, il est plus couramment admis et moins dangereux pour une femme de réaliser ses désirs œdipiens en se liant à un homme plus âgé qu'elle : son épanouissement sexuel n'en est pas en danger pour autant[réf. nécessaire].
Concernant la grande beauté des déesses, avec laquelle aucune femme mortelle ne peut rivaliser, elle génère ainos, la terreur, la mort. C’est-à-dire que cette beauté a un caractère intolérable. D'un point de vue psychanalytique, Devereux lie cette notion à celle de l'imago infantile de la mère[réf. nécessaire].

#### Michel Collée
Pour Michel Collée, psychanalyste français, le succube (et l'incube) sont des figures qui posent la question des rapports sexuels avec les endormi(e)s, « de l'abolition de la volonté, de l'irresponsabilité, et de la conscience du sujet ». Elles sont des fantasmes et des projections.

## Qarinah
C'est un terme arabe (masculin : al quarin) attribué à un démon qui accompagne l'être humain durant toute sa vie pour lui insuffler du mal et ne le quittant jamais, les sorciers ayant vendu leur âme à leur quarin(ah) lui parlent pour connaître les secrets de la personne en face et lui faire démonstration de pouvoirs[réf. nécessaire].
En effet, ce démon pourrait harceler sexuellement son compagnon souvent en rêve mais aussi parfois éveillé selon les Maghrebins, s'il lui ouvre la voie (chanter aux toilettes, fantasmer sur un miroir, dormir nu, etc.)[réf. nécessaire].

## Dans la culture populaire

### Littérature
- Honoré de Balzac Le Succube (1837)
- Dans le roman La Peau blanche (1997) de Joël Champetier, adapté la même année au cinéma.
- Dans Le Chant de Susannah (2004) de Stephen King, Randall Flagg conclut un pacte avec le succube Mia afin qu'il porte et donne naissance à Mordred Deschain, un être qui sera en même temps le fils de Roland de Gilead et du Roi Cramoisi.
- Dans la série Georgina Kincaid (en) (2009) de Richelle Mead, centrée sur Georgina Kincaid, qui est libraire le jour et succube la nuit.
- Dans L'Ange noir, petit traité des succubes (2013), une anthologie consacrée aux succubes publiée par les Éditions de La Bibliothèque ; textes réunis par Delphine Durand et Jean-David Jumeau-Lafond (textes de Jean Lorrain, Remy de Gourmont, Jules Bois, Joséphin Péladan, Gaston Danville, Camille Lemonnier, Jules Delassus, Nicusor de Braïla, Philotée O'Neddy, Camille Delthil, Joséphin Soulary, Louis Denise, Maurice Rollinat, Robert de Montesquiou, Jean Richepin, Renée Vivien ; illustrations d’Auguste Rodin, Félicien Rops, Valère Bernard, Max Kahn, Eugène Thivier et Philip Burne-Jones).
- Dans le diptyque Succubes de Clara Le Corre, les succubes sont au sommet d'une société de démons vivant dans la Ruche et sont chargées de visiter les rêves des humains pour en récolter l'énergie vitale nécessaire au fonctionnement de leur civilisation[22].

### Musique
- La chanson L'Appel de la succube (au féminin) d'Amélie Nothomb, écrit pour la chanteuse RoBERT dans son album Princesse de rien (2000).

### Cinéma
- Dans le film Incubus (1965), ce second et dernier long métrage réalisé en espéranto met en scène un incube et des succubes.
- Dans Bloody Mallory (2002), on voit le combat contre un succube, sbire de l'ange exterminateur Abaddon.
- Dans Jennifer's Body (2009), le personnage de Jennifer est transformée en succube à la suite d'un rituel satanique raté auquel elle a été soumise.
- Dans Suicide Squad (2016), où son rôle est joué par Cara Delevingne.
- Dans Mara (2018), où une succube provoque plusieurs morts.

### Télévision
- Dans la série télévisée South Park, troisième épisode de la saison 3, un succube séduit Chef.
- Dans X-Files : Aux frontières du réel, épisode 21 (« La Visite ») de la saison 3, où le succube hante les nuits de Skinner.
- Dans la série Hex : La Malédiction, des succubes sont présents dans la saison deux (épisodes 11 et 12), où Malachi, le fils d'Azzazel et d'une mortelle, veut se débarrasser de son ennemie Ella et régner sur le monde.
- Dans Lost Girl, le personnage principal est un jeune succube.
- Dans The Gates, le fils du personnage principal tombe amoureux d'un jeune succube.
- Dans Charmed, épisode 5 de la saison 2.
- Dans Sleepy Hollow, saison 2 épisode 8, un succube est invoqué pour collecter l'énergie nécessaire à l'élévation sur Terre de Moloch.
- Dans Midnight, Texas, saison 1 épisode 4, un succube se régale de quelques mauvais garçons.
- Dans Sabrina l’apprenti sorcière, la série adaptée par Netflix, on retrouve un succube.
- Dans la série égyptienne Paranormal sur Netflix, un succube est l'antagoniste principal.

### Bande dessinée et manga
- Dans le manga Lilim Kiss.
- Dans Overlord, Albedo est un succube
- Dans Astarotte no Omocha!, où le personnage principal est une princesse succube.
- Dans la série Chroniques de la lune noire, Hellaynnea est un succube.
- Dans Rusty Soul: Brandish, un succube est prénommé Twiska.
- Dans Succubus, de Froideval, illustré par Pontet.
- Dans la série Succubes de Thomas Mosdi, illustrée par Laurent Paturaud, Adriano De Vincentiis et Gianluca Acciarino, chez Soleil Productions.
- Dans Soul Eater, chapitres 17 et 18, un succubus apparaît.
- Dans Rosario + Vampire (saisons 1 et 2), l'un des personnages principaux, Kurumu Kurono, est un succube.
- Dans Interviews with Monster Girls, Sakie Satou est un succube.
- Dans Kono subarashii sekai ni shukufuku o!.
- Dans Gloutons et Dragons (Dungeon Meshi en VO), les héros rencontrent des succubes (transformés sous formes des désirs inconscients de chacun) aux chapitres 58 et 59.

### Jeux vidéo
Les succubes et les incubes sont des personnages pittoresques que l'on croise dans certains jeux, tels que Nethack, World of Warcraft, Disgaea, ou encore dans des jeux de type Donjons et Dragons, comme Neverwinter Nights.
Des monstres nommés « Succubus » font une apparition fréquente dans les épisodes modernes de la série Castlevania, avec notamment une confrontation entre Alucard et un succube envoyé contre lui par son père Dracula dans l'épisode Castlevania - Symphony Of The Night, ou encore un combat de boss entre un succube et Simon Belmont dans Castlevania: Lords of Shadow - Mirror of Fate.
On peut également voir un monstre appelé Succubus qui a la forme d'une boule de feu dans les différents Final Fantasy. Ces succubes seraient leur représentation démoniaque.
- Dans la série Darkstalkers, deux succubes sont respectivement nommées Morrigan Aensland (Darkstalkers 1, 2 et 3) et Lilith Aensland (apparition dans Darkstalkers 3).
- Dans Catherine (2012), un succube séduit les hommes confrontés à l'absence de désir de reproduction, avant de disparaître.
- Dans Overlord: Raising Hell, les succubes sont responsables de la maladie qui sévit au pic du paradis, transformant les habitants en zombies.
- Dans The Witcher 2, le joueur a le choix de tuer les succubes ou de le laisser vivre. Il est possible d'en rencontrer deux autres au cours des quêtes secondaires de The Witcher 3, et le même choix s'offre alors à lui.
- Dans World of Warcraft, les personnages de classe démoniste peuvent invoquer et contrôler un succube.
- Dans Spelunky, la Succube est un des ennemis de l'Enfer, se déguisant en damoiselle - censée aider le joueur - pour le tromper.
- Dans Summoners War: Sky Arena.
- Dans Yandere Simulator, deux étudiantes se disent être des succubes et incubes.
- Dans Hearthstone, « Succube » est le nom d'une carte serviteur de la classe Démoniste.
- Dans The Binding of Isaac, Lilith est l'un des personnages sélectionnable par le joueur. De plus, le succube y est un objet passif.
- Dans Heroes of Might and Magic V, les succubes sont une des unités de la faction Chaos. De plus, Biara, un des personnages principaux, est un succube.
- Dans Battle Breakers, l'apparence de la héroïne Jillcifer la Fourbe est basée sur la Succube. Elle a la particularité de rendre les ennemis confus.
- Dans League of Legends, la championne Evelynn est un succube par son apparence et sa personnalité.
- Dans Diablo 3, les succubes sont des ennemis que l’on rencontre dans l’Acte 3 et 4.